# Шведская народная партия
Шведская народная партия (швед. Svenska folkpartiet, SFP фин. Ruotsalainen kansanpuolue, RKP) — центристская политическая партия в Финляндии, отстаивающая интересы шведского меньшинства. Основана в 1906 году. Непрерывно входила в правящие коалиции с 1972 по 2015 год. Состоит в Либеральном Интернационале и европартии Альянс либералов и демократов за Европу.
По мере сокращения доли шведов в населении Финляндии теряет представительство во власти.
После парламентских выборов 2019 года это седьмая по числу представителей в эдускунте (финском парламенте) партия в стране (после парламентских выборов 2015 года также была на седьмом месте).
На партийном съезде 12 июня 2016 года члены партии поддержали вступление Финляндии в военно-политический блок НАТО.

## Лидеры (председатели) партии
- Аксель Лилле[англ.] (1906—1917)
- Эрик фон Реттиг[англ.] (1917—1934)
- Эрнст фон Борн[англ.] (1934—1945)
- Ральф Тёрнгрен (1945—1955)
- Эрнст фон Борн[англ.] (1955—1956)
- Ларс Эрик Такселл[англ.] (1956—1966)
- Ян-Магнус Янссон[англ.] (1966—1973)
- Кристиан Гестрин (1973–1974)
- Карл Олаф Таллгрен (1974—1977)
- Пер Стенбекк (1977—1985)
- Кристофер Такселл (1985—1990)
- Уле Норрбакк (1990—1998)
- Ян-Эрик Энестам (1998—2006)
- Стефан Валлин (2006—2012)
- Карл Хаглунд (2012—2016)
- Анна-Мая Хенрикссон (2016—2024)
- Андерс Адлеркройц[англ.] (с 2024)

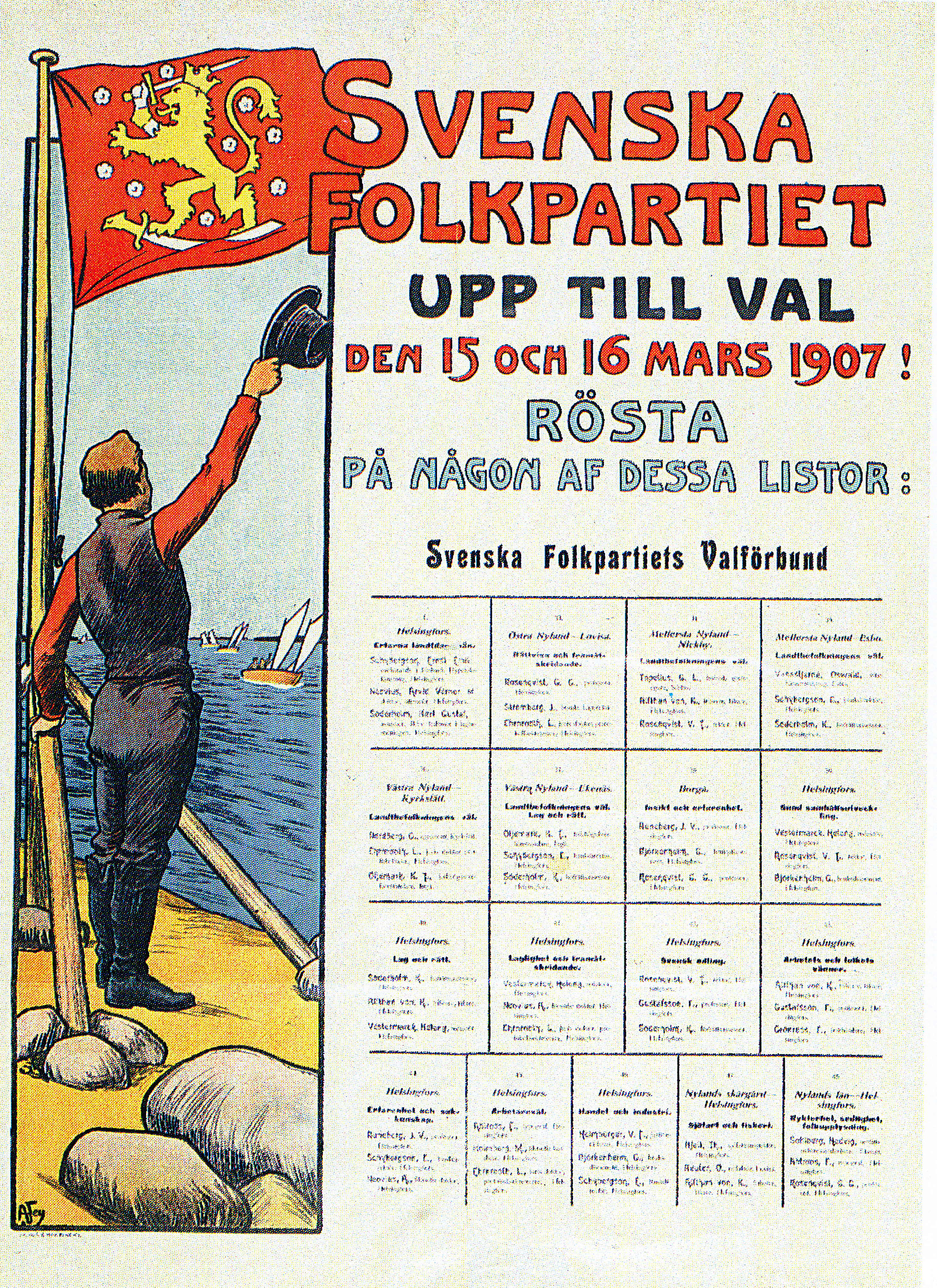
Партийный избирательный плакат 1907 года

Пребывавший с 2006 года в должности лидера (председателя) партии Стефан Валлин в марте 2012 года заявил о намерении покинуть этот пост. В этой связи в качестве кандидатов на должность председателя партии выдвинули свои кандидатуры министр юстиции Анна-Майа Хенрикссон и член Европарламента Карл Хаглунд. 10 июня 2012 года, на прошедшем 9—10 июня в Коккола партийном съезде, Карл Хаглунд, опередив (144 голосами против 106) Анну Хенрикссон, был избран новым лидером партии. В июне 2013 года на очередном партийном съезде Хаглунд был переизбран председателем партии. В марте 2016 года Хаглунд заявил о своём уходе после партийного съезда в июне 2016 года с поста председателя партии.
12 июня 2016 года на прошедшем партийном съезде новым председателем партии избрана Анна-Мая Хенрикссон. 27 мая 2018 года она была переизбрана на этот пост. Переизбиралась в 2020 и 2022 годах.
16 июня 2024 года на партийном собрании в Хельсинки новым председателем партии избран Андерс Адлеркройц. Адлеркройц получил 183 голоса, а Отто Андерссон — 84.

## Организационная структура
Высший орган — съезд (шв. partidag, фин. puoluekokous), между съездами — правление (шв. partistyrelse, фин. puoluehallitus).
Районные организации
Высший орган районной организации — районная конференция (шв. kretsmöte, фин. piirikokous), между районными конференция — районное правление (шв. kretsstyrelse, фин. piirihallitus).
Коммунальные организации
Высший орган коммунальной организации — общее собрание коммунальной организации, между общими собраниям коммунальной организации — правление коммунальной организации (шв. kommunorganisationens styrelse, фин. Kunnallisjärjestön hallitus).